# Джабгат Фатах аш-Шам
«Фронт ан-Нусра», «Джабгат ан-Ну́сра» (араб. جبهة النصرة, Фронт допомоги) також Джабгат Фатах аш-Шам (араб. جبهة فتح الشام‎, Фронт завоювання Леванту), лі-А́глі-ш-Шам (араб. لأهل الشام, Заради народу Леванту), «Аль-Каїда у Сирії» — ісламістська терористична організація, котра діяла на території Сирії. 28 січня 2017 року, після сильних зіткнень з угрупуванням Аграром аль-Шамом та іншими повстанськими формуваннями, «Фронт ан-Нусра» об'єднався з чотирма іншими угрупуваннями (Фронт Ансар ад-Дін, Джейш ас-Сунна, Ліва аль-Гакк, Гаракат Нур ад-Дін аль-Зінкі) та створив коаліцію під назвою Гайят Тагрір аш-Шам.

## Історія
Угруповання засноване 23 січня 2012 під час громадянської війни в Сирії. До підйому «Ісламської держави» розглядалося як найбільш агресивне й радикальне угрупування в рядах противників уряду Сирії. Організація неодноразово брала участь в різних альянсах угруповань, з 2015 року входять до складу «Армії завоювання» Офіційно була відділенням «Аль-Каїди», але фактично мала значну самостійність і власне керівництво. 25 липня 2016 року лідер терористичної організації Абу Мухаммад аль-Джулані оголосив про відокремлення Фронту ан-Нусра від міжнародної терористичної організації «Аль-Каїда» та перейменування в «Джабгат Фатах аш-Шам» (або «Фронт завоювання Леванту»).
Визнана терористичною організацією Радою безпеки ООН, Австралією, Великою Британією, Канадою, Новою Зеландією, ОАЕ, Росією, Саудівською Аравією, США, Туреччиною та Францією.
З серпня 2014 р. угруповання стало однією з цілей авіаударів США та їхніх союзників по території Сирії, що завдаються в рамках боротьби з «Ісламською державою». А з 30 вересня 2015 р. РФ.

## Символіка
|                                                                        |
| Варіант прапора Фронту ан-Нусра, що використовувався у 2012–2012 роках |

|                                                                        |
| Прапор Фронту ан-Нусра, найчастіше використовувався до липня 2016 року |

| |
| Прапор Танзім Каїдат аль-Джихад фі Білад аш-Шам - Джабхат ан-Нусра («Організація бази Джихаду в Леванті - Фронт Перемоги»), що використовувався з квітня 2013 року по липень 2016 року |

|                                                                                  |
| Прапор філії «Джабхат ан-Нусри» в Лівані, що використовувався з 2013 по 2014 рік |

|                                                                        |
| Варіант прапора Фронту ан-Нусра, що використовувався у 2012–2016 роках |

|                                                        |
| Прапор Джабхат Фатах аш-Шам, липень 2016 – січень 2017 |

|                                                                 |
| Варіант прапора Джабхат Фатах аш-Шам, липень 2016 – січень 2017 |